# 원강 (전한)
원강(元康)은 중국 전한(前漢) 선제(宣帝)의 세 번째 연호이다. 기원전 65년에서 기원전 61년 2월까지 4년 2개월 동안 사용하였다.

## 연대대조표
| 원강                | 원년        | 2년         | 3년         | 4년         | 5년         |
| 서력                | 기원전 65년 | 기원전 64년 | 기원전 63년 | 기원전 62년 | 기원전 61년 |
| 육십간지 (六十干支) | 병진(丙辰)  | 정사(丁巳)  | 무오(戊午)  | 기미(己未)  | 경신(庚申)  |

## 같이 보기
- 다른 왕조의 같은 연호
  - 서진(西晉) 원강(291년 ~ 299년)

- 중국의 연호

| 이전 연호 지절(地節) | 중국의 연호 전한(前漢) | 다음 연호 신작(神爵) |